# Helge Bertram
Helge Bertram (7. august 1919 i Aalborg – 22. maj 1988) var en dansk kunstner uddannet på Kunstakademiet. 
Han blev professor på Kunstakademiet og har bl.a lagt mosaik i svømmehallen i Holstebro og har lagt gademosaik der. Den mest kendte af hans serier hedder Spillets Regler og består af 14 malerier.  Helge Bertram stod for oprettelsen af Kunstakademiets Kunstpædagogiske Skole i 1964.

## Ekstern henvisning
- Helge Bertram på Kunstindeks Danmark/Weilbachs Kunstnerleksikon